# Рю-де-Ма
Рю-де-Ма (фр. Rupt de Mad) — река на северо-востоке Франции в регионе Гранд-Эст, левый приток реки Мозель. Впадает в Мозель у Арнавиля.

## География

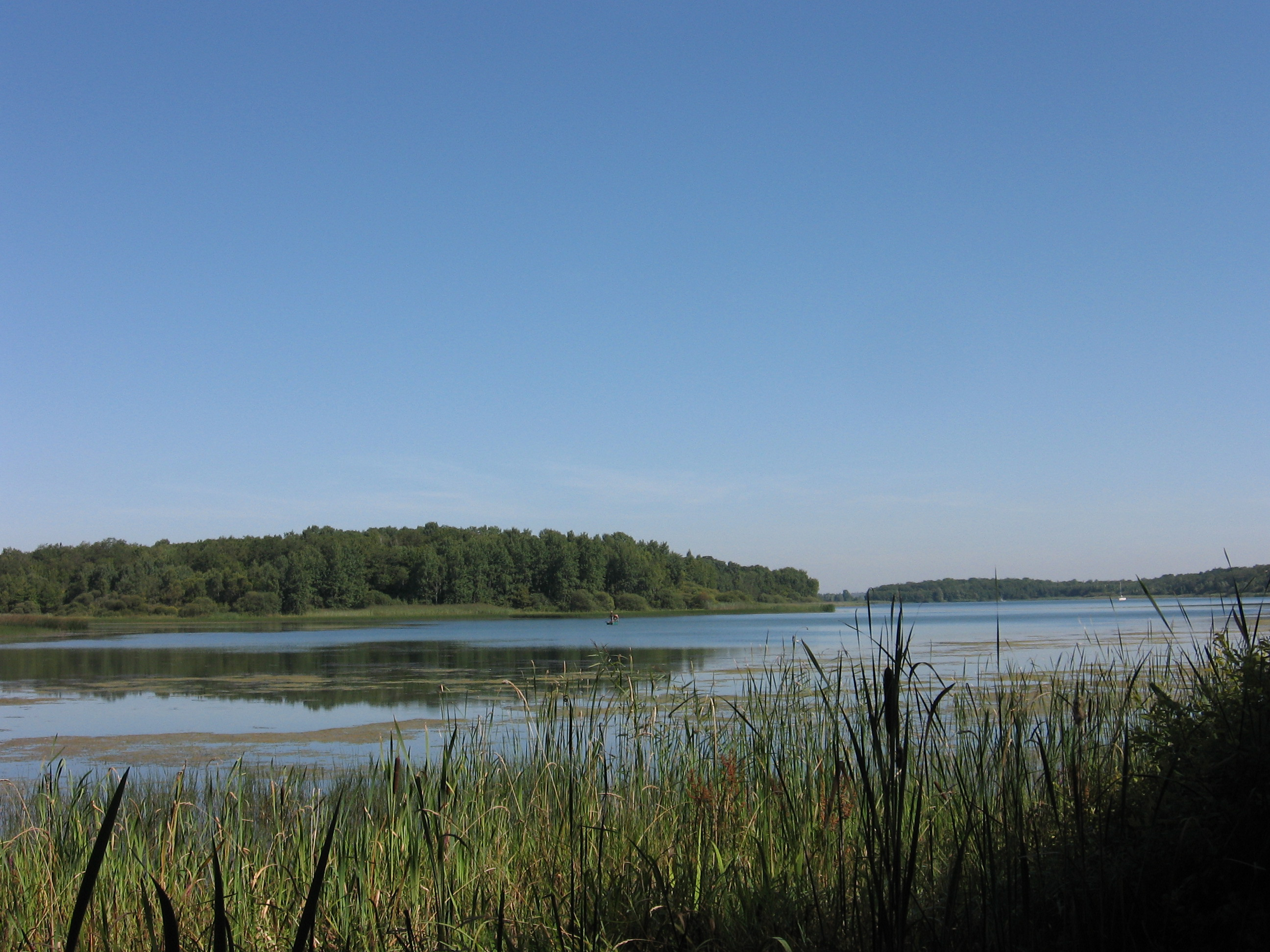
Озеро Мадин, исток Рю-де-Ма.

Исток находится у Жевиля в 17 км к северо-западу от Туля. Левый приток Мозеля, впадает в Мозель у Арнавиля в 15 км к юго-западу от Меца. Длина реки составляет 54,6 км. Площадь бассейна насчитывает 385 км². Средний расход воды — 3,65 м³/с. Приток: Мадин, выходящий из озера Мадин.

## Населённые пункты
Река протекает в двух департаментах Лотарингии: Мёз и Мёрт и Мозель.
Департамент Мёз:
- Жевиль
- Бруссе-Ролькур
- Буконвиль-сюр-Ма
- Рамбюкур
- Ксивре-э-Марвуазен
- Ришкур
- Лаэвиль

Департамент Мёрт и Мозель:
- Сен-Боссан
- Эссе-э-Мезре
- Панн
- Эвезен
- Буйонвиль
- Тьокур-Реньевиль
- Жолни
- Рамбекур-сюр-Ма
- Вавиль
- Вильсе-сюр-Ма
- Онвиль
- Ванделенвиль
- Байонвиль-сюр-Ма
- Арнавиль